# Негованско езеро
Негованското езеро е езеро, разположено южно от село Негован, област София. В миналото е било част от голямото Негованско блато. До 2005 г. езерото има съвсем различна форма и площта му e 45 ха. След голямото наводнение през лятото на 2005 г. обаче езерото увеличава площта си до 50,5 ха. Както повечето езера в Софийската котловина, и то е превърнато в баластриера. Земите около езерото се използват за пасище.